# Feeder (Glas)

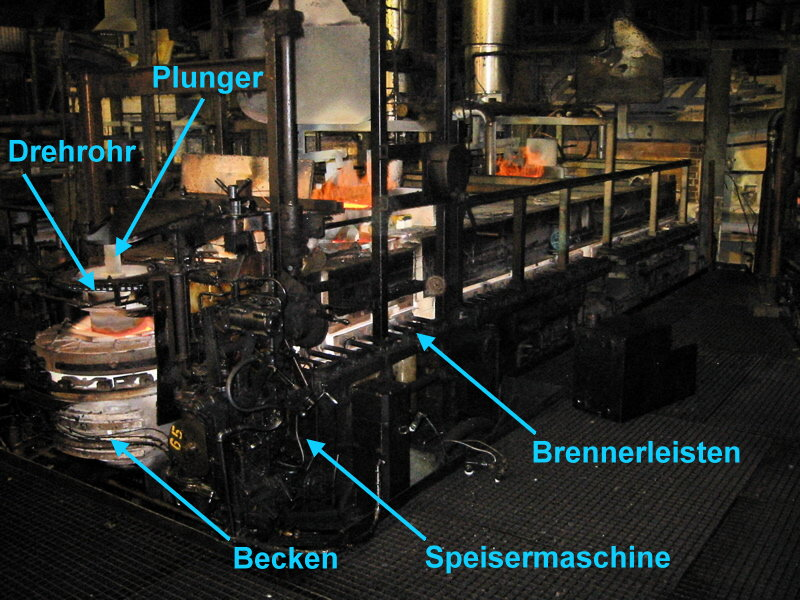
Feeder mit Beschreibung einzelner Komponenten

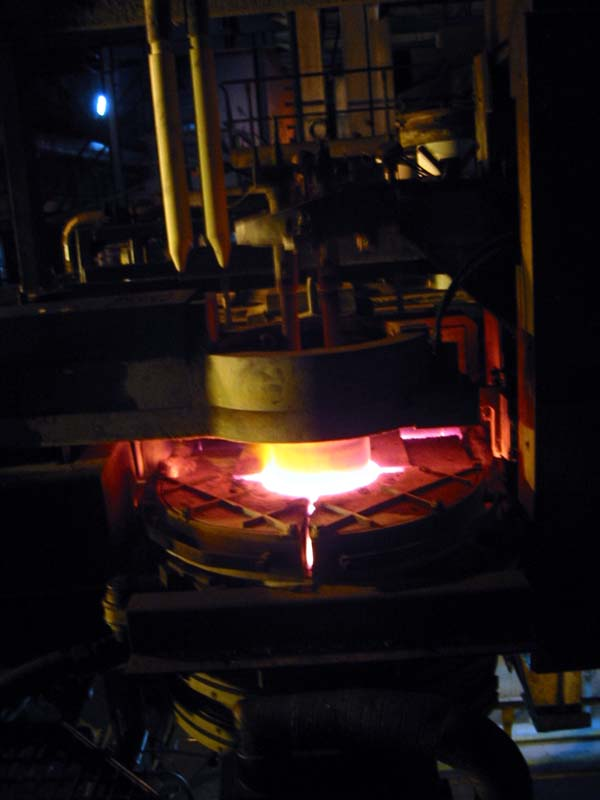
Feederkopf, links oben zwei Ersatzplunger

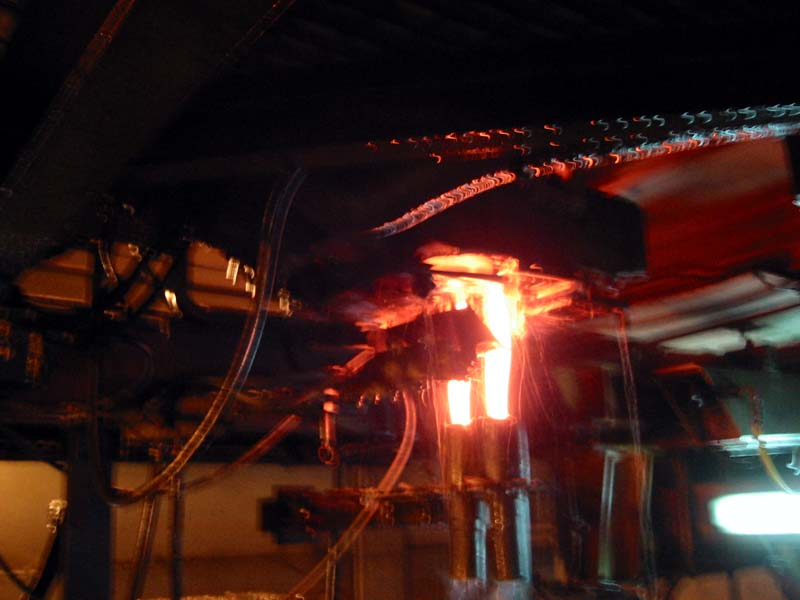
(Doppel-)Tropfenspeiser mit Schere von unten

Ein Feeder (engl.), deutschsprachig auch als Vorherd oder Speiser bezeichnet, ist die Verlängerung der Glasschmelzwanne, oder genauer der Arbeitswanne bei der automatisierten Glasherstellung. Eine Glasschmelzwanne für Behälterglas hat gewöhnlich zwei bis vier Feeder.

## Aufgabe
Der Feeder dient zur thermischen Homogenisierung des Glases, oftmals unterstützt von Rührwerken, und zur Einstellung der Glastemperatur, die für ein gleichbleibendes Tropfengewicht sehr genau eingehalten werden muss. Die am Ende des Feeders angebrachte Feedermaschine formt Tropfen aus Glas, diese werden anschließend in der Glasmaschine zum fertigen Glaserzeugnis geformt.

## Funktionsweise
Das geschmolzene Glas läuft in den kanalartigen Vorherden (Rinnen) zu einem keramischen Becken (auch Schüssel) des Feederkopfes. Die Rinnen werden von oben durch feuerfeste Blöcke abgedeckt.  Die Beheizung erfolgt entweder mittels Gasbrennern, direktem Stromdurchgang durch die Schmelze oder indirekt mittels elektrischer Heizwiderstände.
Der Feeder ist in mehrere Zonen eingeteilt (meist 3 bis 4), welche jeweils einen Temperaturregelkreis besitzen: in jeder Zone wird die Temperatur mittels Thermoelement oder Pyrometer gemessen und dementsprechend die Beheizung oder Kühlung durch ein Regelsystem automatisch geregelt. Um das Glas in einer Zone zu kühlen, kann die wärmetechnisch isolierende Abdeckung des Feeders geöffnet werden (Kühlklappen), wodurch das Glas nach oben Wärmestrahlung abgibt. Zusätzlich kann durch die Gasbrenner Kaltluft eingeblasen werden. Es sind weitere verschiedene Kühlstrategien realisiert worden, denen allen gemeinsam ist, das durch separate Kühluftöffnungen oberhalb der Rinnen geregelt Kühlluft zugeführt wird.
Das flüssige Glas wird am Ende des Vorherdes durch ein keramisches Becken der darunter stehenden Glasmaschine zugeführt. Die Öffnung im Boden des Beckens wird mit einem sogenannten wechselbaren Tropfring verschlossen. Durch entsprechende Öffnungen im Boden wird der Durchmesser, passend zum Fertigungsartikel, sowie die Anzahl (1 bis 4) der gleichzeitig geformten Glastropfen bestimmt. Für eine gleichmäßige Verteilung des Glases im Becken sorgt das Drehrohr, ein ins Glas zentrisch zur Auslauföffnung eintauchendes Rohr aus feuerfestem Material, das sich langsam dreht. Durch die Höhenverstellung des Drehrohres kann die zugeführte Glasmenge und damit das Tropfengewicht eingestellt werden. Eine intensivere Durchmischung des Glases, insbesondere hinsichtlich Temperaturverteilung, welche an dieser Stelle für die Fertigung relevant ist, wird durch den zusätzlichen Einsatz von Rotoren, konzentrisch zum inneren stationären, in diesem Fall nicht rotierenden Drehrohr, erreicht.
Unterhalb des Beckens wird der aus dem Tropfring fließende Glasstrang durch die wassergekühlten Messer der Schere in Tropfen geschnitten und über ein Rinnensystem in die Glasmaschine übergeleitet. Durch das elektronische Steuerungssystem der Glasmaschine koordiniert, bewegt sich im Drehrohr ein (oder mehrere) Plunger  synchron mit der Schere auf und ab. Durch die Aufwärtsbewegung des Plungers schnürt sich der Glasstrang ein. In diesem Moment wird er von der Schere an seiner dünnsten Stelle geschnitten und somit die jeweils benötigte Glasmasse in Form eines Tropfens portioniert. Der vollautomatische Regelprozess ermöglicht dabei maximale Gewichtsschwankungen des Tropfengewichtes von ±1 Gramm. Dies ist insbesondere wichtig bei der Fertigung von dünnwandigen Hohlglasartikeln.

## Weitere Funktionen
Der Feeder kann zum Färben des Glases genutzt werden: bei der Feederfärbung wird nicht der Inhalt einer ganzen Schmelzwanne eingefärbt, sondern der Farbstoff in glasiger Granulatform im Feeder zugesetzt und mit feuerfesten Rührwerken mit dem Grundglas, i.a. farbloses Weißglas, gemischt. Der Vorteil der Feederfärbung ist, dass sehr schnell auf andere Farben umgestellt werden kann. Durch Anwendung der Feederfärbung ist es möglich, an jeder Produktionslinie einer Schmelzwanne eine andere Glasfarbe zu produzieren. Nachteil ist der höhere Preis des Farbgranulats, weshalb die Feederfärbung hauptsächlich in der Kosmetikglasherstellung und bei Klein- und Sonderserien verwendet wird.